# Tönnies (entreprise)
Pour les articles homonymes, voir Tönnies.
Tönnies  est une entreprise agroalimentaire basée en Allemagne. Elle est présente notamment dans la production et la transformation de viande, notamment de porc.
En 2020, l'entreprise devient un important foyer de l'épidémie de Covid-19 à Gütersloh, avec plus d'un millier de cas,.